# Sušobreg Bistrički
Sušobreg Bistrički is een plaats in de gemeente Marija Bistrica in de Kroatische provincie Krapina-Zagorje. De plaats telt 92 inwoners (2001).